# Joachim Schlör
Joachim Schlör (Heilbronn, 1960) è un docente tedesco.
Joachim Schlör è un erudito e professore che, dal 2006, insegna presso il Parkes Institute for the Study of Jewish/non-Jewish Relations dell’Università di Southampton. Qui conduce ricerche e seminari focalizzati sulle complesse interazioni storiche, culturali e sociali tra le comunità ebraiche e quelle non-ebree, esplorando temi quali l’identità, la memoria collettiva e le dinamiche di coesistenza e conflitto. Il suo lavoro si distingue per l’attenzione rivolta non solo agli aspetti storici, ma anche agli spazi simbolici e materiali in cui queste relazioni si sviluppano, contribuendo in modo significativo alla riflessione interdisciplinare nel campo degli studi ebraici contemporanei.
Ha insegnato anche all’Università di Potsdam, dove ha diretto corsi incentrati sugli studi ebraici e rabbinici. Tra il 2001 e il 2007, ha ideato e coordinato il programma post-universitario Makom (“Luogo e luoghi dell’ebraismo”), contribuendo allo sviluppo dello “Spatial turn” – un orientamento teorico che sottolinea il ruolo del concetto di spazio e luogo nelle scienze sociali e umanistiche – nell’ambito degli studi ebraici.

## Biografia
Joachim Schlör ha iniziato la sua carriera lavorativa tra il 1980 e il 1981 come volontario presso il dipartimento per la Polonia dell’Aktion Sühnezeichen Friedensdienste, un’organizzazione impegnata nella promozione della riconciliazione e della memoria storica. In questa esperienza collaborò con Andreas Maislinger, figura di rilievo nel campo del servizio di riconciliazione e della memoria storica in Europa. Questo primo impegno segnò l’inizio di un percorso accademico e personale incentrato sul dialogo interculturale e sulle relazioni tra comunità diverse.
Dal 1992 al 2003 Joachim Schlör è stato membro del team scientifico del Moses Mendelssohn Zentrum per gli studi ebraici europei, un importante centro di ricerca dedicato all’approfondimento della storia, della cultura e delle tradizioni ebraiche nel contesto europeo. In questo periodo ha contribuito a progetti interdisciplinari volti a esplorare la memoria storica e le dinamiche culturali delle comunità ebraiche. Successivamente, ha lavorato come assistente presso la cattedra di storia moderna dell’Università di Potsdam, dove ha affiancato le attività didattiche e di ricerca, approfondendo tematiche legate alla storia europea e agli studi ebraici.
Nel 2006 è nominato professore di relazioni moderne tra ebrei e non-ebrei all’Università di Southampton, incarico che ricopre con particolare attenzione alle dinamiche storiche, culturali e sociali che caratterizzano questi rapporti, contribuendo a far progredire gli studi interdisciplinari nel campo delle relazioni ebraico/non ebraiche.

## Pubblicazioni
- Das Ich der Stadt. Debatten über Judentum und Urbanität., L'Io della città. Dibattiti su ebraismo e urbanità. Vandenhoeck & Ruprecht, Göttingen
- Das Denkmal für die ermordeten Juden Europas. Memorial to the Murdered Jews of Europe., 'Il Memoriale per gli ebrei assassinati d'Europa., Prestel Verlag, München
- Endlich im Gelobten Land? Deutsche Juden unterwegs in eine neue Heimat., Finalmente nella Terra Promessa? Ebrei tedeschi in cammino verso una nuova patria., Aufbau-Verlag, Berlin
- Hotel Europa. Notizen von den Rändern des Kontinents., Hotel Europa. Appunti dai margini del continente. ,Wissenschaftliche Buchgesellschaft, Darmstadt
- Tel-Aviv: Vom Traum zur Stadt. Reise durch Kultur und Geschichte., Tel Aviv: Dal sogno alla città. Viaggio attraverso cultura e storia Bleicher., Gerlingen
  - inglese: Tel-Aviv. From dream to city.,Tel-Aviv. Dal sogno alla città., Reaktion, London 1999
- "Das versteht sich nicht von selbst…" – Cela ne va pas de soi, Non è una cosa scontata… – Non va da séin. : Freddy Raphael, Utz Jeggle (Hrsg.):
- D'une rive a l'autre. Rencontres ethnologiques franco-allemandes. Kleiner Grenzverkehr. Deutsch-französische Kulturanalysen. Da una riva all'altra. Incontri etnologici franco-tedeschi. Piccolo traffico di confine. Analisi culturali franco-tedesche., Maison des sciences de l'homme, Paris 1997, ISBN 2-7351-0682-9, S. 285–304
- Nachts in der großen Stadt. Paris, Berlin, London 1840–1930.Notte nella grande città. Parigi, Berlino, Londra 1840–1930., Artemis und Winkler, München 1991
  - inglese: Nights in the big City.,Notte nella grande Città., Reaktion, London 1998